# Ralentissement (signalisation ferroviaire)
Pour les articles homonymes, voir Ralentissement.
 (décembre 2012).
Le signal de ralentissement (de type SNCF) annonce une aiguille (ou plusieurs) en position déviée qui ne peut être franchie à la vitesse normale de la ligne.
Selon la vitesse maximale des aiguilles, plusieurs types de signaux de ralentissement existent.

## Ralentissement 30
En signalisation lumineuse, le ralentissement 30 est présenté sous forme de deux feux jaunes, disposés horizontalement.
En signalisation mécanique, il est présenté sous forme d'une cocarde (tableau) jaune triangulaire pointée vers le haut.

Le ralentissement 30 annonce une aiguille (ou plusieurs) en position « voie déviée » à passer à une vitesse maximale de 30 km/h.

## Ralentissement 60
Le ralentissement 60 est présenté sous forme de deux feux jaunes clignotants, disposés horizontalement.
Le ralentissement 60 annonce une aiguille (ou plusieurs) en position « voie déviée » à passer à une vitesse maximale de 60 km/h.

## Tableau indicateur de vitesse à distance
Dans le cas où la vitesse à respecter est différente de 30 ou 60 km/h, un tableau est utilisé pour annoncer la limitation. Il existe des tableaux indicateurs de vitesse fixes et mobiles.

### TIV-D fixe
Lorsque le tableau indicateur de vitesse à distance (TIV-D) est fixe, pour annoncer une limitation permanent de vitesse, si la chute de vitesse est supérieure à 40 km/h, le tableau a une forme losange et est pourvu d'un crocodile pour la répétition en cabine. En signalisation mécanique, s'il est abordé par des trains circulant à plus de 120 km/h, il est complété par deux feux blancs alignés verticalement clignotant alternativement.
La zone concernée par le TIV-D fixe peut être signalée par le livret de ligne, par des pancartes Z et R, ou par une pancarte chevron pointe en bas repérant la première aiguille. En outre, un TIV-D fixe groupé avec un carré de sortie limite la vitesse sur la ou les aiguilles protégées par ce carré.

TIV-D fixe de type ordinaire et de forme carrée.

Il existe également des TIV-D fixes de type B (propres aux trains autorisés à circuler à plus de 140 km/h), de type C (propres aux trains automoteurs), et pentagonaux (dédiées à certaines locomotives ainsi qu'aux trains de messagerie et de marchandises).

### TIV-D mobile
Le tableau indicateur de vitesse à distance mobile annonce quant à lui une aiguille (ou plusieurs) en position « voie déviée » à passer à la vitesse précisée (en km/h). En position ouverte, le tableau présente une bande verticale blanche lumineuse ou réflectorisée. Un TIV mobile à distance, de forme losange et avec une inscription noire sur fond blanc annonce un TIV mobile de rappel, de forme rectangulaire et avec une inscription blanche sur fond noir, groupé avec le carré qui protège l'aiguille concernée.